# Providencia de Calera
Providencia de Calera är en ort i Mexiko.   Den ligger i kommunen Yuriria och delstaten Guanajuato, i den centrala delen av landet, 250 km väster om huvudstaden Mexico City. Providencia de Calera ligger 2 051 meter över havet och antalet invånare är 581.
Terrängen runt Providencia de Calera är lite kuperad. Runt Providencia de Calera är det ganska tätbefolkat, med 108 invånare per kvadratkilometer. Närmaste större samhälle är Puruándiro, 16,9 km sydväst om Providencia de Calera. I omgivningarna runt Providencia de Calera växer huvudsakligen savannskog.